# Абдул Азіз Туре
Абдул Азіз Туре (фр. Abdoul Aziz Toure; нар. 3 серпня 2002, Кот-д'Івуар) — івуарійський футболіст, захисник клубу Вищої ліги Білорусі «Сморгонь».

## Життєпис
2023 року приєднався до молдовського клубу «Саксан», у складі носив капітанську пов'язку. У березні 2024 року вільним агентом перейшов до білоруської «Сморгоні», з якою підписав контракт до кінця сезону. Дебютував за клуб 29 березня 2024 року в матчі проти берестейського «Динамо», в якому вийшов на поле в стартовому складі.